# Husův sbor (Holešovice)
Husův sbor Církve československé husitské v Praze–Holešovicích se nachází ve Farského ulici v domě číslo 1386/3, poblíž Strossmayerova náměstí. Ulice je pojmenována po Karlu Farském, zakladateli a prvním patriarchovi Církve československé husitské. Husův sbor v Holešovicích byl vybudován v letech 1935–1937 podle návrhu arch. Františka Kubelky jako víceúčelová novostavba. V přízemí činžovního domu byla zřízena modlitebna, obložená mramorem a v podzemí kolumbárium, označované za jedno z největších v Evropě. (Husův sbor na Vinohradech má ovšem větší.) Dominantou objektu je byzantský kříž v průčelí a  modernistická věž s kalichem. V obytné části Husova sboru bydlel básník František Hrubín.

## Historie a charakter stavby
Základní kámen Husitského sboru v Holešovicích byl položen 29. května 1927. Holešovické bohoslužby CČS se v té době konaly pod širým nebem na Strossmayerově náměstí nebo v Letenských sadech. Se stále se zvětšujícím počtem členů církve ale bylo nutné zajistit novou bohoslužebnou místnost, také s ohledem na konání bohoslužeb v zimním období. Jako provizorium se podařilo získat místnost tělocvičny (bývalé kreslírny) v budově státní reálky na Strossmayerově náměstí. Z iniciativy P. Josefa Seinera, prvního faráře náboženské obce CČS (dosud ještě oficiálně neschválené), bylo 21. června 1927 ustaveno stavební družstvo.
Podařilo se získat půjčku a finanční prostředky ze sbírky mezi členy holešovické CČS. Na zahájení stavby to však nestačilo. Bohoslužby se dále (po výpovědi z reálky) konaly v chlapecké škole Na Maninách. Zároveň byly zahájeny přípravné práce na projektu Husova sboru. První projektové plány zpracoval architekt Karel Truksa, kterého vystřídal architekt František Kubelka. Ten později stavbu osobně vedl a dokončil. František Kubelka prostudoval všechny tehdy dostupné materiály o moderních sakrálních stavbách a jeho projekt byl úspěšný. Stále ale chyběly potřebné finance. Až v roce 1935 Bohuš Rodovský, člen Rady starších a poslanec, zařídil hypoteční půjčku a stavba mohla být zahájena. V roce 1935 byly zadány výkopové práce firmě Strnad a v lednu 1937 se stěhovali první nájemníci do některých bytů sborového domu. Práce pokračovaly na sborové místnosti a kolumbáriu. Na stavbu dohlížel člen obce Josef Martínek. Dne 9. května 1937 byl Husův sbor v Holešovicích v ulici Strossmayerově (nyní Farského č. 3) slavnostně bohoslužbou otevřen.
Sbor je formálně koncipován jako činžovní dům a je zasazen do uliční zástavby, přičemž modlitebna, obložená mramorem, se nachází v přízemí a vchází se do ní z ulice. V podzemních prostorách domu bylo zbudováno kolumbárium. Kříž umístěný v horní části průčelí domu a věž s kalichem na střeše symbolizují přítomnost Husova sboru. Interiér modlitebny zakončuje za oltářem půlkruhový klenutý prostor, který je opatřen vitrážemi sklářského výtvarníka Č. O. Jandla. Světlo prostupující do modlitebny z vnitrobloku umocňuje výtvarnou působivost reliéfu, jehož autorem je Ladislav Novák.
V průběhu historie sboru zde sloužili církevní osobnosti jako Emil Dlouhý-Pokorný, nebo jeden z předních teologů Církve československé husitské Zdeněk Trtík, který je zde také pochován. V současnosti je úřadujícím farářem Mgr. Jan Daniel Došek. Duchovní sboru slouží bohoslužby v nedalekém domově pro seniory "U Studánky" a někteří pracují jako nemocniční kaplani a pečovatelé.

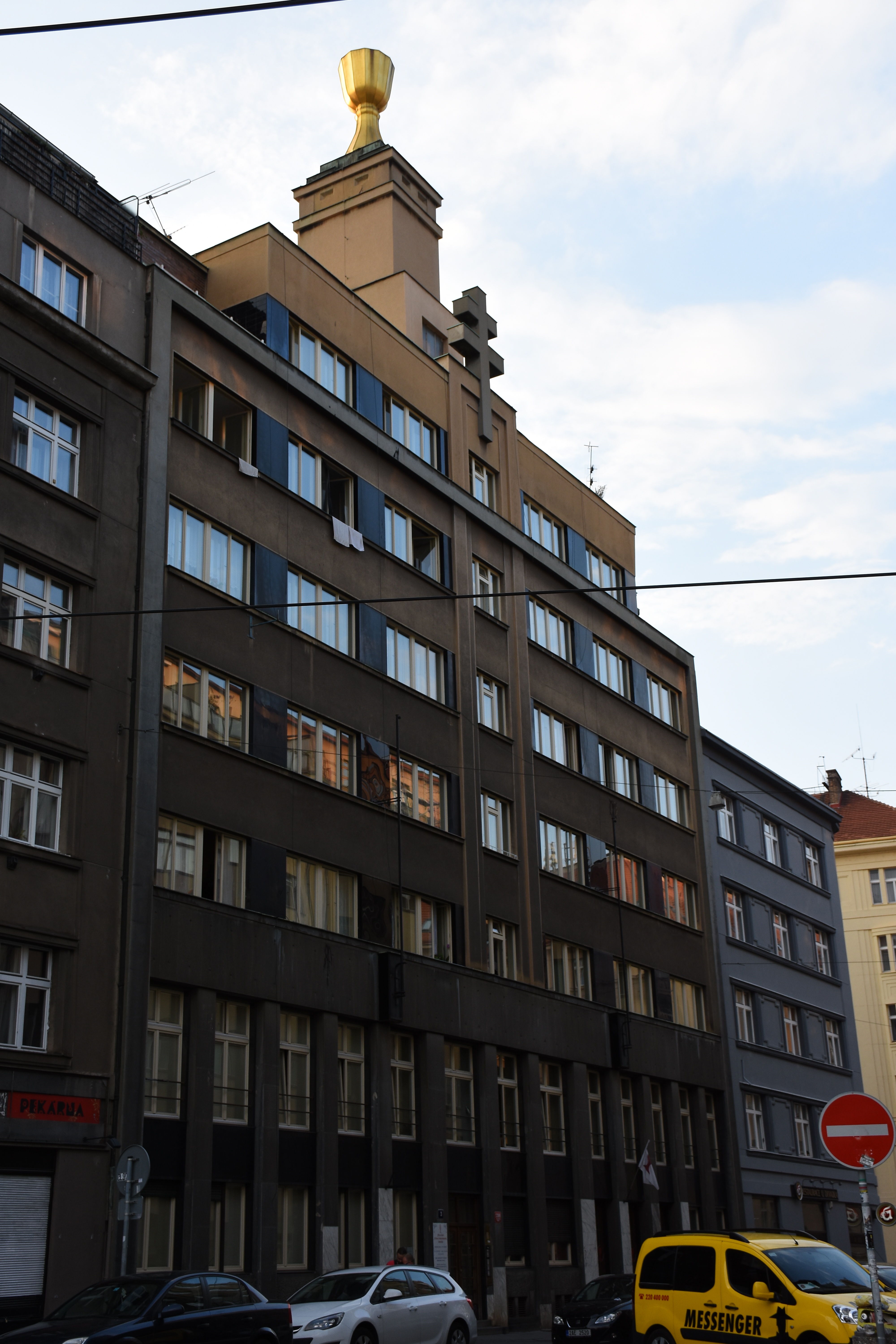
Pohled na Husův sbor

## Další využití budovy
Kromě bohoslužeb, duchovní péče a náboženské výchovy dětí je sbor také zázemím pro bohatý kulturní život a mnohé sociální a vzdělávací aktivity. Probíhají zde též koncerty či výstavy.